# Водяное (Криничанский район)
Водяное (укр. Водяне) — село,
Быковский сельский совет,
Криничанский район,
Днепропетровская область,
Украина.
Код КОАТУУ — 1222081705. Население по переписи 2001 года составляло 314 человек.

## Географическое положение
Село Водяное находится на одном из истоков реки Саксагань,
выше по течению примыкает село Быково,
ниже по течению на расстоянии в 0,5 км расположено село Полевское (Верхнеднепровский район).
Река в этом месте пересыхает, на ней сделано несколько небольших запруд.